# Els rius de color porpra 2: Els àngels de l'apocalipsi
Els rius de color porpra 2: Els àngels de l'apocalipsi  (títol original: Les Rivières pourpres 2: Les Anges de l'apocalypse) és una pel·lícula franco-italiana-britànica dirigida per Olivier Dahan, estrenada el 2004. És continuació de la pel·lícula Les Rivières Pourpres de Mathieu Kassovitz, adaptada d'una novel·la de Jean-Christophe Grangé. Ha estat doblada al català.

## Argument
Una fosca nit de tempesta a Lorena, un nou germà arriba per instal·lar-se al monestir montanista local. Malgrat les protestes del pare superior, escull com a cambra la cel·la 13 del monestir, habitualment no utilitzada per superstició però quan clava el seu crucifix a la paret, en surt sang i embruta l'objecte de culte.
Des de l'endemà, el comissari Niemans: que acaba de tornar de la seva missió als Alps: així com un equip de la policia científica desembarquen al monestir. Treuen a la llum un cadàver emparedat darrere de la paret de la cel·la 13. La identificació de la víctima orienta ràpidament Niemans cap a una petita comunitat de creients de la regió, antics propietaris del monestir montanista, i els membres de la qual estan escampats o han desaparegut.

## Repartiment
- Jean Reno: Comissari Niemans
- Benoît Magimel: Capità Reda
- Christopher Lee: Heinrich von Garten
- Camille Natta: Maria
- Serge Riaboukine: Pare Vincent
- Gabrielle Lazure: Esposa de Philippe
- Augustin Legrand: Jesús
- Johnny Hallyday: L'ermità cec
- Michaël Abiteboul i Eriq Ebouaney: Els polis

## Producció
El primer film era una adaptació de la novel·la de Jean-Christophe Grangé. Aquesta continuació és per contra un guió original escrit per Luc Besson, igualment productor del film.

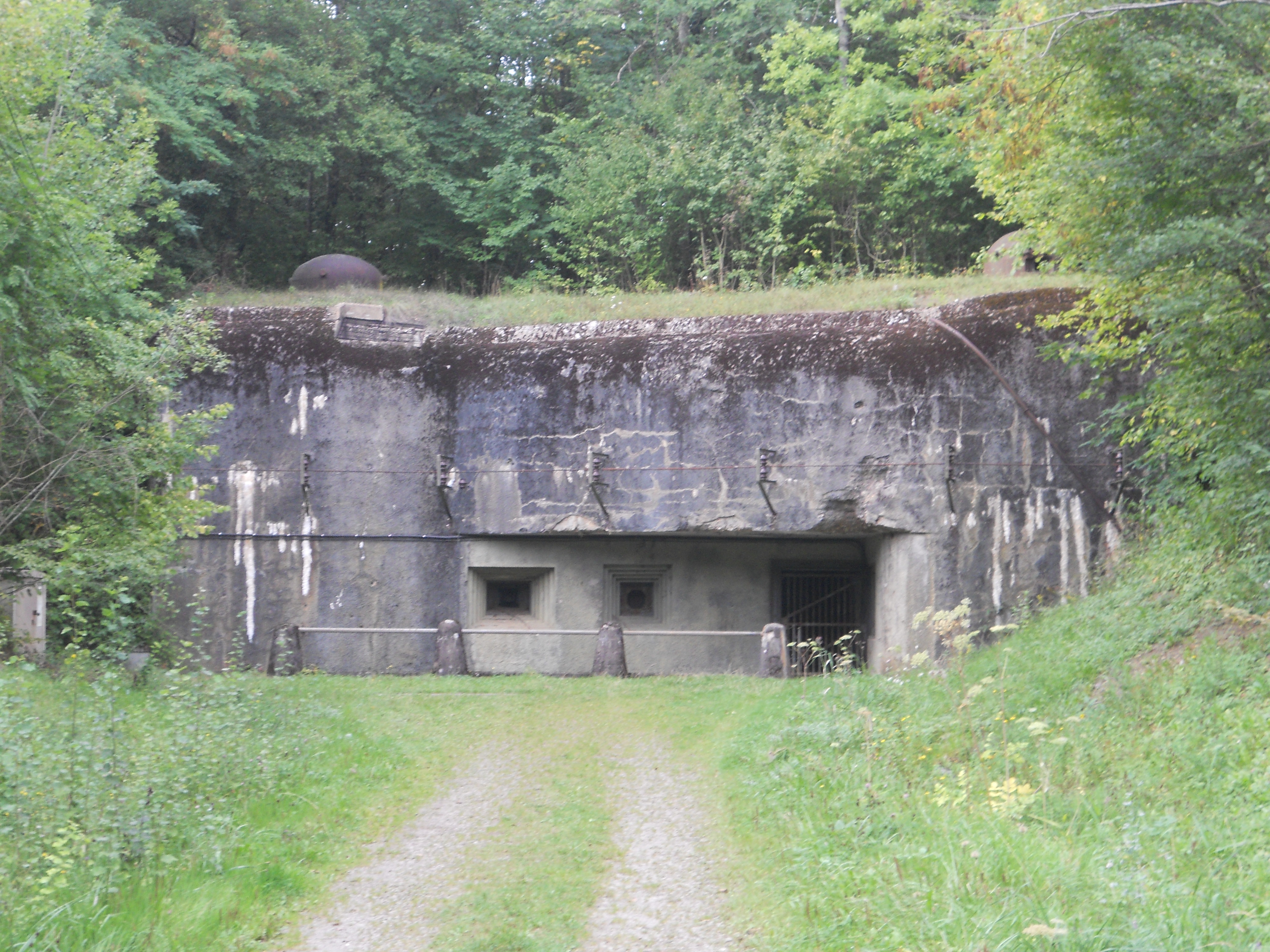
Entrada homes de la Fortificació de Fermont

Diverses escenes del film han estat rodades a l'antic estany miner de Lorena: a les galeries de la Fortificació de Fermont, de la línia Maginot, així com al voltant de l'Església Santa-Barba de Crusnes (Meurthe-i-Mosel·la). Les escenes del comissariat estan rodades a Longwy als grans despatxos de Senelle, un imponent edifici que acollia l'administració d'una gran fàbrica siderúrgica. La carrera-persecució entre Reda i el misteriós encaputxat ha estat rodada als oltants de l'antiga fàbrica Terres Vermelles de Esch-sur-Alzette, a Luxemburg.
Altres escenes igualment han estat rodades en l'Escenari dels Mil Estanys (Alt Saona) als sectors de Servance i de Beulotte-Saint-Laurent. Per contra, les escenes del monestir han estat rodades a Alvèrnia, a l'Abadia de Lavaudieu. El rodatge igualment ha tingut lloc a Baviera i als estudis de Bry-sur-Marne.
A més de la música original de Colin Towns, el film conté dos peces de Iggy Pop: No Fun i I Wanna Be Your Dog.